# Garcinia echinocarpa
Garcinia echinocarpa là một loài thực vật có hoa trong họ Bứa. Loài này được Thwaites mô tả khoa học đầu tiên năm 1854.